# Okręg wyborczy nr 53 do Sejmu Polskiej Rzeczypospolitej Ludowej (1989–1991)
Okręg wyborczy nr 53 do Sejmu Polskiej Rzeczypospolitej Ludowej (1989–1991) obejmował Lubin oraz gminy Chocianów, Gaworzyce, Głogów, Głogów (gmina wiejska), Grębocice, Gromadka, Jerzmanowa, Kotla, Lubin (gmina wiejska), Pęcław, Polkowice, Przemków, Radwanice, Rudna, Ścinawa i Żukowice (województwo legnickie). W ówczesnym kształcie został utworzony w 1989. Wybieranych było w nim 3 posłów w systemie większościowym.
Siedzibą okręgowej komisji wyborczej był Lubin.

## Wybory parlamentarne 1989

### Mandat nr 209 – bezpartyjny
| Kandydat                                                         | Głosów | %     |
| ---------------------------------------------------------------- | ------ | ----- |
| Andrzej Glapiński                                                | 64 572 | 68,38 |
| Czesława Piątek                                                  | 12 478 | 13,21 |
| Jan Sadecki                                                      | 7832   | 8,29  |
| Maria Kowalczyk                                                  | 5614   | 5,95  |
| Liczba głosów ważnych: 94 430 Źródło: Państwowa Komisja Wyborcza |        |       |

### Mandat nr 210 –Polska Zjednoczona Partia Robotnicza
| Kandydat | I tura | I tura | II tura | II tura |
| Kandydat | Głosów | %      | Głosów  | %       |
| --- | ------ | ------ | ------- | ------- |
| Wiesław Chmielarski                                                                                           | 17 346 | 18,05  | 16 260  | 53,40   |
| Marian Borawski                                                                                               | 15 609 | 16,24  | 9940    | 32,64   |
| Ryszard Zbrzyzny                                                                                              | 14 830 | 15,43  | —       | —       |
| Liczba głosów ważnych: 96 119 (I tura) • 30 451 (II tura) Źródło: Państwowa Komisja Wyborcza I tura i II tura |        |        |         |         |

### Mandat nr 211 – bezpartyjny
| Kandydat                                                         | Głosów | %     |
| ---------------------------------------------------------------- | ------ | ----- |
| Andrzej Kosmalski                                                | 62 137 | 68,45 |
| Zenon Hamelak                                                    | 10 760 | 11,85 |
| Henryk Kowalski                                                  | 3806   | 4,19  |
| Władysław Żynkowski                                              | 3106   | 3,42  |
| Andrzej Ruszlewicz                                               | 2396   | 2,64  |
| Grzegorz Stolaś                                                  | 2062   | 2,27  |
| Liczba głosów ważnych: 90 776 Źródło: Państwowa Komisja Wyborcza |        |       |